# Sârbi (Arad)
Sârbi (deutsch Razendorf oder Raizendorf, ungarisch Szerb oder Ráczfalva) ist ein Dorf in Rumänien im östlichsten Teil des Kreises Arad. Das Dorf Sârbi gehört zur Gemeinde Hălmăgel.

## Geografische Lage
Sârbi liegt auf einer Höhe von etwa 370 Metern über dem Meeresspiegel im Apuseni-Gebirge. Der Name des Dorfes Sârbi ist bedeutungsgleich mit der rumänischen Bezeichnung für die Serben.

## Geschichte
Eine erste urkundliche Erwähnung stammt aus dem Jahr 1561. Im Laufe der Jahrhunderte traten verschiedene Schreibweisen des Ortsnamens in Erscheinung: 1561 Ráczfalva, 1746 Szerb, 1808 Szirb, Raissendorf, Szirbul, 1888 Szirb, Ráczfalva, 1913 Szerb, 1920 Sârbi.
Nach dem Frieden von Karlowitz (1699) kam Arad und das Maroscher Land unter österreichische Herrschaft, während das Banat südlich der Marosch bis zum Frieden von Passarowitz (1718) unter Türkenherrschaft verblieb. Auf der Josephinischen Landaufnahme ist Raissendorf eingetragen.
Infolge des Österreichisch-Ungarischen Ausgleichs (1867) wurde das Arader Land, wie das gesamte Banat und Siebenbürgen, dem Königreich Ungarn innerhalb der Doppelmonarchie Österreich-Ungarn angegliedert. Die amtliche Ortsbezeichnung war Ráczfalva.
Der Vertrag von Trianon am 4. Juni 1920 hatte die Grenzregulierung zur Folge, wodurch Sârbi  an das Königreich Rumänien fiel.

## Quelle
- Geographie Sârbi